# Sint-Rochuskapel (Herzele)

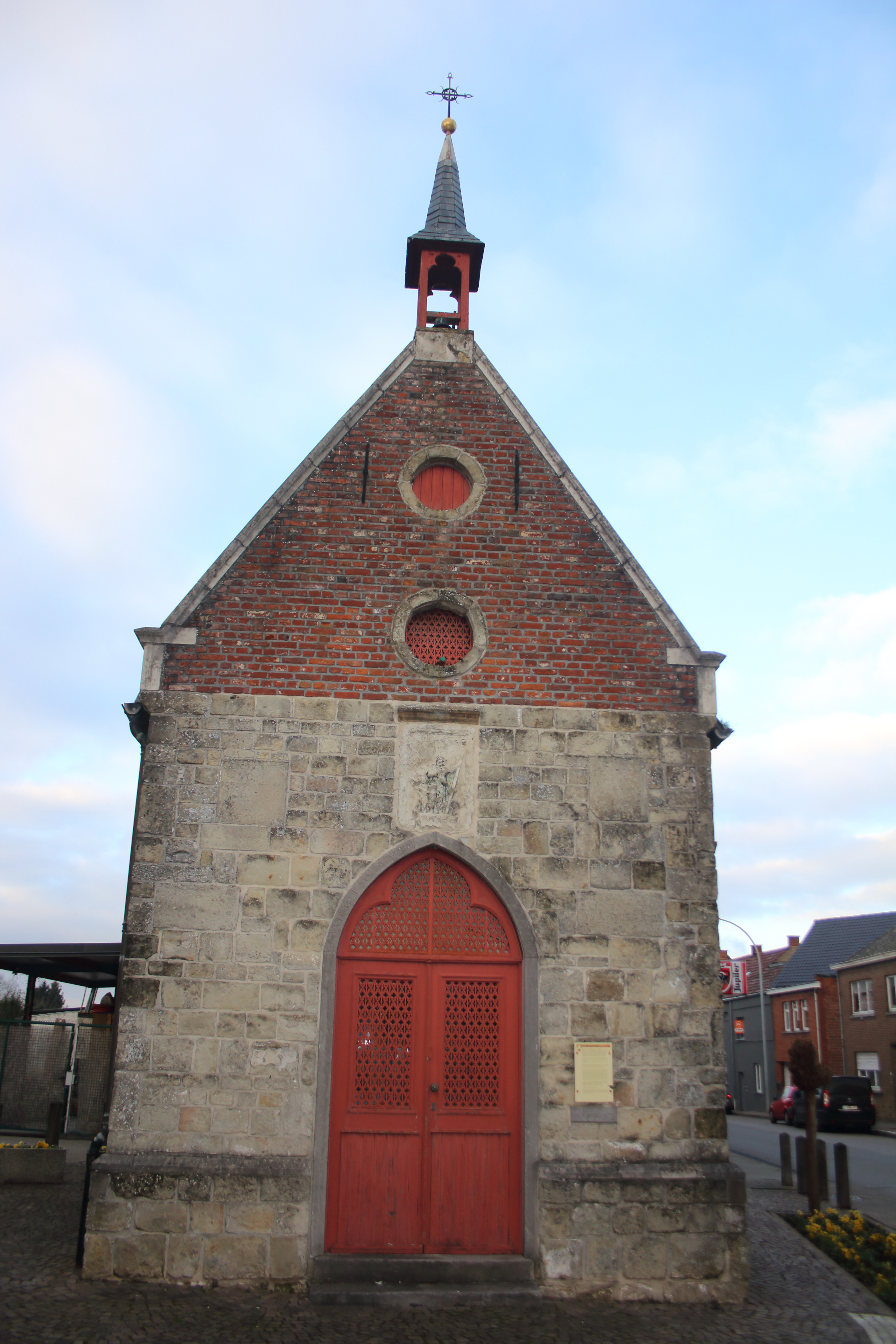
Sint-Rochuskapel

De Sint-Rochuskapel is een kapel in de Oost-Vlaamse plaats Herzele, gelegen aan de Stationsstraat 107.
De kapel werd gebouwd in 1636. Hij heeft een driezijdig afgesloten koor en een spits dakruitertje op de voorgevel. Boven de toegangspoort bevindt zich een -verweerd- reliëf van Sint-Rochus. De kapel is gebouwd in baksteen terwijl de voorgevel een natuurstenen deel bevat. De kapel werd later gedeeltelijk aangepast in neogotische zin. In 1992 werd de kapel afgebroken op twee meter van de oorspronkelijke plaats herbouwd, waarbij hij ook werd gedraaid en nu naar het noorden werd georiënteerd.
De aanleiding tot de bouw was een pestepidemie. Men begon de kapel te bouwen maar zou de bouw hebben gestaakt toen de pest terugkwam. Nadat men de bouw hervatte verdween de pest weer, en nu voorgoed.
De kapel werd een bedevaartoord. Het altaar is van 1873.